# Jules Blerzy
Joseph Jules Blerzy, né le 27 septembre 1805 à Paris et mort le 26 septembre 1874 à Livry-sur-Seine, est un auteur dramatique français.

## Biographie
Joseph Jules Blerzy est le fils de César Pierre Blerzy et de Marguerite Julie Sauvage (son grand-père est l'orfèvre Joseph-Étienne Blerzy).
Il épouse en 1838 Amélie Victoire Delisle.
Agent de change, ses pièces ont été représentées, entre autres, au Théâtre-Lyrique, à la Comédie-Française et au Théâtre du Gymnase.
Il est fait chevalier de la Légion d'honneur en 1861.

## Œuvres
- Un maître en service, comédie en 1 acte, avec Second, 1862
- Une partie de dominos, opéra-comique en 1 acte, musique de Jules d'Aoust, 1863
- Un baiser anonyme, comédie en 1 acte, en prose, avec Albéric Second, 1868